# エクセルみなみ
エクセルみなみは、茨城県水戸市にある水戸駅南口の駅ビル。

## 歴史
2011年（平成23年）5月25日に一部が開業し、同年6月23日にグランドオープンした。

## 施設
地上6階建て。北口では丸井水戸店などが入居していたMYMビルと、南北自由通路を挟んで南口ではCOMBOX310、水戸サウスタワー、ホテル テラス・ザ・ガーデン水戸と、それぞれペデストリアンデッキで結ばれている。
北口には、同じくアトレ経営、水戸ステーション開発運営の駅ビル「EXCEL」がある。

### フロア構成
- 1F - 駐車場[2]
- 2F - 駐車場[2]
- 3F - IBARAKIあじわい市[2]（地域銘品・名産品）、薬局、銀行ATM
- 4F - らー麺街道[2]、サービス店舗、ビックカメラ[2]
- 5F - ビックカメラ[2]、しまむら
- 6F - レストラン[2]、カルチャーセンター[2]

## 主なテナント
- ビックカメラ[2]
- true brew
- 亀印本舗
- 九州屋
- 銀座コージーコーナー
- 天狗納豆総本家
- ニュー・クイック
- 豆伝
- コクミン
- しまむら

## 周辺施設
- 水戸サウスタワー（ヤマダ電機LABI水戸→水戸OPA）
- COMBOX310
- MYMビル